# سوسن هارون
سوسن هارون (25 يناير 1985 -)، مذيعة وممثلة أردنية تعيش في الكويت.

## عن حياتها
ولدت في الكويت. وبدايتها الفنية كانت في 2006 على قناة الراي في برنامج استديو الأبطال. وفي عام 2008 انتقلت إلى قناة فنون وقدمت عدد من البرامج، إلّا أنها اتجهت إلى التمثيل بعد ذلك.

## أعمالها

### تقديم البرامج
| سنة الإنتاج     | اسم البرنامج        | عرض على    |
| --------------- | ------------------- | ---------- |
| استديو الأبطال  | 2006 - 2008         | قناة الراي |
| شباك تذاكر      | 2007 - 2008         | قناة فنون  |
| هدية            | 2008                | قناة فنون  |
| فنون على الهواء | 2008                | قناة فنون  |
| ليالى العيد     | عيد أضحى 2008 و2009 | قناة فنون  |
| ألوان فنان      | 2009                | قناة فنون  |
| ولا كلمة أطفال  | رمضان 2009          | قناة فنون  |

### التمثيل

#### من المسلسلات
| سنة الإنتاج | اسم المسلسل                  |
| ----------- | ---------------------------- |
| 2010        | زمن مريان                    |
| 2010        | البيت المسكون                |
| 2011        | لهفة الخاطر                  |
| 2011        | بنات الثانوية                |
| 2011        | باب الفرج                    |
| 2011        | الحب المستحيل - حلقات منفصلة |
| 2011        | الثمن                        |
| 2012        | عشرة عمر                     |
| 2012        | خوات دنيا                    |
| 2012        | خادمة القوم                  |
| 2012        | حلفت عمري                    |
| 2012        | هجر الحبيب                   |
| 2013        | الوداع                       |
| 2013        | أي دمعة حزن لا               |
| 2013        | محال                         |
| 2014        | بسمة منال                    |
| 2015        | بقاياألم                     |
| 2016        | خمس خوات                     |
| 2017        | البرواز - سهرة تلفزيونية     |
| 2022        | بيبي                         |

### من المسرحيات
- بخيت وبخيتة.
- تحت الصفر
- ارواح.
- هذا هو الكويتي

## روابط خارجية
- سوسن هارون على موقع قاعدة بيانات الأفلام العربية